# Kristrún Frostadóttir
Kristrún Mjöll Frostadóttir (Reikiavik, 12 de mayo de 1988) es una economista y política islandesa que se desempeña como primera ministra de Islandia desde diciembre de 2024, también ejerce como miembro del Alþingi desde 2021 y presidenta de la Alianza Socialdemócrata desde 2022.

## Biografía
Nació en Reikiavik en mayo de 1988. Kristrún se graduó de la Universidad de Boston con una maestría en economía.
Trabajó como economista principal en el banco Kvika banki, posteriormente fue especialista de Morgan Stanley. Ha trabajado como periodista y columnista para el diario económico Viðskiptablaðið.
En 2021 fue electa como miembro del Alþingi (parlamento de Islandia) por la Alianza Socialdemócrata y en 2022 fue electa como presidenta del partido.